# Abdul Medžid I.
Abdul Medžid I. (23. travnja 1823. – 25. lipnja 1861.), osmanski sultan.
Abdul Medžid I. (arapski: عبد المجيد الأول) nasljeđuje svog oca Mahmuda II. 1. srpnja 1839. godine nekoliko dana nakon katastrofalnog turskog poraza od Egipta tijekom bitke kod Neziba. Istovremeno s tim događajem tijekom zadnjih dana života Mahmuda II. mornarica se pobunila i doplovila u Aleksandriju kako bi se pridružila snagama Egipta.
U takvoj situaciji 1839. godine sve europske velesile ponovno zahvaćene strahom od mogućeg nestanka Osmanskog carstva odlučuju vojno intervenirati. Po novozaključenom mirovnom sporazumu 1841. godine Egipat je prihvatio vratiti Turskoj sve zemlje izvan Egipta (Siriju, Palestinu i muslimanska sveta mjesta). Taj povoljni sporazum predstavlja posljednje teritorijalno širenje Turskog Carstva. 
Rusko Carstvo objavilo mu je rat 23. ožujka 1854.. Uspješna diplomacija ovog sultana rezultirala je situacijom da su na njegovoj strani uključili se: Velika Britanija, Francuska i Sardinija. Ovaj rat koji dobiva ime Krimski po glavnom području borbi završava 1856. godine ruskim porazom i genocidom Krimskih Tatara koji tada postaju manjina u vlastitoj zemlji.
Na unutarpolitičkom planu nastavljaju se reforme koje se provode uz pomoć zaduživanja u inozemstvu što će rezultirati velikim problemima u budućnosti.
Abdul Medžid I. umire u 38. godini života 25. lipnja 1861. godine. Naslijedio ga je najstariji brat Abdul Aziz. Njegova djeca Murat V., Abdul Hamid II., Mehmed V. i Mehmed VI. nakon njegove vladavine postupno su doveli do propasti Osmanskoga Carstva.
| Prethodnik: | Vladar Osmanskog Carstva (1839. – 1861.) | Nasljednik: |
| Mahmud II.  | Vladar Osmanskog Carstva (1839. – 1861.) | Abdul Aziz  |